# Atletisme als Jocs Olímpics d'Estiu de 1900 - 100 metres masculins
La prova dels 100 metres masculins va ser una de les proves d'atletisme que es va dur a terme als Jocs Olímpics de París de 1900. La prova es va córrer el 14 de juliol i hi prengueren part 20 atletes representants de 9 països.

## Medallistes
| Or           | Plata          | Bronze         |
| Frank Jarvis | John Tewksbury | Stanley Rowley |

## Rècords
Aquests eren els rècords del món i olímpic (en segons) que hi havia abans de la celebració dels Jocs Olímpics de 1900.
| Rècord del Món | 10,8(*) | Luther Cary           | París (FRA)          | 4 de juliol de 1891    |
| Rècord del Món | 10,8(*) | Cecil Lee             | Brussel·les (BEL)    | 25 de setembre de 1892 |
| Rècord del Món | 10,8(*) | Étienne de Re         | Brussel·les (BEL)    | 4 d'agost de 1893      |
| Rècord del Món | 10,8(*) | L. Atcherley          | Frankfurt/Main (GER) | 13 d'abril de 1895     |
| Rècord del Món | 10,8(*) | Harry Beaton          | Rotterdam (NED)      | 28 d'agost de 1895     |
| Rècord del Món | 10,8(*) | Harald Anderson-Arbin | Helsingborg (SWE)    | 9 d'agost de 1896      |
| Rècord del Món | 10,8(*) | Isaac Westergren      | Gävle (SWE)          | 11 de setembre de 1898 |
| Rècord del Món | 10,8(*) | Isaac Westergren      | Gävle (SWE)          | 10 de setembre de 1899 |
| Rècord Olímpic | 11,8    | Tom Burke             | Athens (GRE)         | 6 d'abril de 1896 (NS) |

(*) no oficial
Arthur Duffey a la primera sèrie de la primera ronda i John Tewksbury a la segona sèrie de la primera ronda fan un nou rècord olímpic amb 11,4". A la tercera sèrie de la primera ronda Frank Jarvis igula el rècord del món no oficial, amb 10,8". A la segona semifinal John Tewksbury també iguala aquesta marca.

## Resultats
DNF: no acaba; WR: rècord del món

### Primera ronda
A la primera ronda es van disputar sis sèries. Els dos millors de cada una d'elles passà a les semifinals.
 Sèrie 1 
| Posició | Atleta            | Temps      |
| ------- | ----------------- | ---------- |
| 1       | Arthur Duffey     | 11,4"      |
| 2       | Frederick Moloney | desconegut |
| 3       | Václav Nový       | desconegut |

Moloney li va treure prop d'un metre de diferència a Duffey a l'arribada.
 Sèrie 2
| Posició | Atleta           | Temps      |
| ------- | ---------------- | ---------- |
| 1       | John Tewksbury   | 11,4"      |
| 2       | Thaddeus McClain | desconegut |
| 3       | Pál Koppán       | desconegut |

Tewksbury guanya la sèrie per poc més d'un peu de diferència.
 Sèrie 3
| Posició | Atleta          | Temps       |
| ------- | --------------- | ----------- |
| 1       | Frank Jarvis    | 10,8" (=WR) |
| 2       | Stanley Rowley  | desconegut  |
| 3       | Umberto Colombo | desconegut  |
| 4       | Julius Keyl     | desconegut  |

Els dos primers classificats d'aquesta sèrie seran dos dels futurs medallistes de la prova. Al mateix temps Jarvis iguala el rècord del món de l'especialitat.
 Sèrie 4
| Posició | Atleta          | Temps      |
| ------- | --------------- | ---------- |
| 1       | Clark Leiblee   | 11,4"      |
| 2       | Kurt Dörry      | desconegut |
| 3       | Johannes Gandil | desconegut |

Leiblee guanyava la sèrie per menys de mig metre de diferència.
 Sèrie 5
| Posició | Atleta           | Temps      |
| ------- | ---------------- | ---------- |
| 1       | Norman Pritchard | 11,4"      |
| 2       | Edmund Minahan   | desconegut |
| 3       | Ernő Schubert    | desconegut |
| 4       | Isaac Westergren | desconegut |

La cinquena sèrie fou l'única que no fou guanyada per un atleta dels Estats Units, en arribar Minahan mig metre per darrere de Pritchard.
Sèrie 6
| Posició | Atleta            | Temps      |
| ------- | ----------------- | ---------- |
| 1       | Charles Burroughs | 11,4"      |
| 2       | Dixon Boardman    | desconegut |
| 3       | Henry Slack       | desconegut |

En aquesta sèrie totalment estatunidenca, Burroughs supera Boardman per quasi un metre. Slack, que acaba tercer, es converteix en l'únic atleta del seu país en quedar eliminat en la primera sèrie.

### Semifinals
Es disputaren tres semifinals, cadascuna d'elles formada per quatre atletes. El vencedor de cadascuna passa a la final, mentre que els segons i tercers lluiten en una repesca per a la darrera plaça lliure que queda per a la final.
Semifinal 1
| Posició | Atleta            | Temps      |
| ------- | ----------------- | ---------- |
| 1       | Arthur Duffey     | 11,0"      |
| 2       | Stanley Rowley    | desconegut |
| 3       | Charles Burroughs | desconegut |
| 4       | Dixon Boardman    | desconegut |

Duffey superà per quasi mig segon el seu immediat perseguidor, mentre que Rowley corria una mica més lent que durant la primera sèrie, acabant un metre i mig per darrere del vencedor. Burroughs tornava a superar a Boardman, el qual quedava eliminat.
Semifinal 2
| Posició | Atleta            | Temps       |
| ------- | ----------------- | ----------- |
| 1       | John Tewksbury    | 10,8" (=WR) |
| 2       | Clark Leiblee     | desconegut  |
| 3       | Frederick Moloney | desconegut  |
| —       | Kurt Dörry        | DNF         |

Tewksbury iguala el rècord del món en aquesta semifinal, sent el segon atleta en fer-ho durant aquests Jocs de París, després que Jarvis ho fes en la primera ronda. Leiblee arriba pocs centímetres per darrere seu.
Semifinal 3
| Posició | Atleta           | Temps      |
| ------- | ---------------- | ---------- |
| 1       | Frank Jarvis     | 11,2"      |
| 2       | Thaddeus McClain | desconegut |
| 3       | Norman Pritchard | desconegut |
| 4       | Edmund Minahan   | desconegut |

Jarvis va guanyar la sèrie, però amb un temps més lent que a la ronda preliminar, en què havia igualat el rècord del món dels 100 m amb 10,8". McClain i Pritchard es van veure obligats a intentar-ho de nou a la repesca, mentre Minahan era eliminat.

### Repesca
| Posició | Atleta            | Temps      |
| ------- | ----------------- | ---------- |
| 1       | Stanley Rowley    | 11,0"      |
| 2       | Norman Pritchard  | desconegut |
| 3       | Clark Leiblee     | desconegut |
| 4-6     | Charles Burroughs | desconegut |
| 4-6     | Thaddeus McClain  | desconegut |
| 4-6     | Frederick Moloney | desconegut |

La repesca fou una cursa molt igualada, amb Rowley superant Pritchard per escassos centímetres. Rowley va passar a la final, mentre la resta d'atletes quedaven eliminats.

### Final
| Posició | Atleta         | Temps        |
| ------- | -------------- | ------------ |
| Or      | Frank Jarvis   | 11,0"        |
| Plata   | John Tewksbury | 11,1" (est.) |
| Bronze  | Stanley Rowley | 11,2" (est.) |
| —       | Arthur Duffey  | DNF          |

Quan es duia disputada la meitat de la final Duffey es va veure obligat a abandonar per una lesió muscular. Jarvis i Tewksbury, que tenien en el seu poder el rècord del món de les sèries precedents, van acabar en primera i segona posició. Rowley quedà tercer.